# هربرت بي. كوتس
هربرت بي. كوتس هو سياسي أمريكي، ولد في 1 سبتمبر 1872، وتوفي في 9 ديسمبر 1932. نشط حزبياً في الحزب الجمهوري. وقد انتخب عضو مجلس ولاية نيويورك ‏.